# L'Étrange Pays
Albums de Jean Leloup
À Paradis City
(2015)
Singles
1. L'Oiseau-vitre
Sortie : 2019

L'Étrange Pays est le neuvième album de Jean Leloup sorti le 24 mai 2019 sur le label Grosse Boîte. Album solo et exclusivement acoustique, il présente la particularité d'avoir été enregistré par Jean Leloup entièrement en extérieur.

## Historique
Cet album est le résultat d'un travail d'écriture durant trois ans de la part de Jean Leloup qui souhaitait un retour vers une économie de moyens et une grande simplicité musicale – un « album au naturel "dénudé de crémage" » selon son auteur – pour un disque mêlant voix et guitare à l'image de la musique blues du guitariste américain Robert Johnson dont il se réclame. Les titres de l'album sont joués et enregistrés en plein air à Charlevoix au Québec et au Costa Rica, les deux lieux de résidence de Jean Leloup depuis de nombreuses années. À ce titre, il subsiste parfois volontairement sur les pistes des bruits extérieurs et accidents de prises afin de faire un « pied de nez » à la surproduction des studios d'enregistrement. La sortie de l'album est précédée de deux jours par un concert de présentation donné le 22 mai 2019 à l'Arsenal art contemporain de Montréal.

## Liste des titres de l'album
1. Le Sentier – 2 min 02 s
2. L'Étrange Pays – 4 min 23 s
3. Rosier-douleur – 2 min 18 s
4. Passe ton chemin – 3 min 21 s
5. Le Temps – 2 min 47 s
6. Les Goélands – 3 min 47 s
7. Boulevard des rêves brisés – 2 min 06 s
8. L'Enfant fou – 2 min 13 s
9. L'Oiseau-vitre – 2 min 56 s
10. Au jardin de ma mère – 2 min 25 s
11. Tes mille peurs – 3 min 06 s
12. Nouvelle Alerte – 3 min 39 s
13. Flocon de neige – 2 min 43 s

## Musiciens
- Jean Leloup : guitare et chant solos

## Accueil de la critique
Bien reçu à sa sortie par la critique québécoise francophone,,, et anglophone qui y voit « un album solo dans la plus pure des formes », L'Étrange Pays reçoit en particulier une critique dithyrambique du quotidien Le Devoir qui le qualifie d'album « somptueux, grandiose, richissime » mais qui demande une implication de l'auditeur qui se doit, selon le journal, d'être actif à l'écoute afin d'en saisir les qualités.
Pour Radio France internationale, il s'agit d'un album « qui traduit un retour à l’essentiel et une vulnérabilité assumée » de l'artiste grâce à « une collection épurée de treize nouvelles chansons guitare-voix qui mettent à nu sa quête artistique ». La critique de la station, si elle considère que ce n'est pas le premier album à écouter pour découvrir cette « figure iconique au Québec » mais qu'il constitue « avant tout un doux cadeau pour les fans avertis » reconnait une « démarche artistique en solitaire [qui] rompt avec les normes de l’industrie ».

## Distinctions
- Prix Félix 2020 (ADISQ)[11] :
  - Prix de l'« album folk de l'année »
  - Nomination à l'« album meilleur vendeur de l'année »
- Prix Juno 2020[12] :
  - Nomination à l'« album francophone de l'année »